# Sacred Fire
Sacred Fire är det svenska power metal-bandet The Storytellers sjätte album. Albumet släpptes i februari 2015 av det svenska skivbolaget Black Lodge Records.
Albumet föregicks av singeln "One Last Stand" som släpptes året innan.

## Låtlista
1. "As I Die" – 4:15
2. "One Last Stand" – 4:05
3. "Sacred Fire" – 4:27
4. "Ferryman" – 3:29
5. "Serpent Eyes" – 4:10
6. "Sons of the North" – 5:43
7. "In Search for Treasures, Stones and Gold" – 4:02
8. "Coming Home" – 4:15
9. "The Army of Southerfell" – 4:00
10. "Curse of the Seven Seas" – 3:55
11. "Let Your Spirit Fly" – 4:06
12. "God of War" – 4:08

## Medverkande
Musiker
- L-G Persson – sång
- Jacob Wennerqvist – gitarr, keyboard
- Marcus Backlund – gitarr, keyboard
- Martin Hjerpe – trummor
- Henke Brannerydh – basgitarr

Produktion
- Ronny Hemlin – studiotekniker, mixning
- Per Ryberg – mastering
- Jonas Stenberg – fotografi
- Stefan Tangen – fotografi
- Johan Löfgren – mixning
- Tina Gustafsson – layout
- Jacob Wennerqvist – layout
- Maria Laura Bellocco – omslagskonst